# Abdul-Rahman al-Barrak
Abdul-Rahman bin Nasir al-Barrak (en árabe:عبد الرحمن بن ناصر البراك; Al Bukayriah, 1933) es un clérigo salafista saudí.
En 1994, al-Barrak y otros clérigos saudíes fueron mencionados por su nombre y alabados por Osama bin Laden, por oponerse al Gran Muftí de Arabia Saudita, Abd al-Aziz ibn Baz, en su Carta abierta al jeque Ibn Baz sobre la invalidez de su fetua sobre la paz con los judíos.
Su sitio web fue prohibido en Arabia Saudita porque   “promovía ideas y tesis atrevidas”.

## Fatuas
Al-Barrak ha llamado la atención por emitir controvertidos fetuas o edictos religiosos. Por ejemplo, uno de sus fetuas exigía una estricta segregación sexual en la sociedad. La fetua decía: ''Aquel que permita esta mezcla (...) permite actos prohibidos, y quien las permite es un kafir y esto significa una desviación del Islam (...) o él se retrae de esto o debe ser asesinado (...) porque desobedece y no respeta la Sharia.''
En marzo de 2008, al-Barrak emitió una fetua en contra de dos escritores del periódico Al Riyadh, Abdullah bin Bejad al-Otaibi y Yousef Aba al-Khail, en el que exigía que debían ser condenado por apostasía, debido a sus ''artículos heréticos'', en relación a la categorización de ''no creyentes'', y que deberían morir si no se retractaban de ello.